# Lijst van rijksmonumenten in Schimmert
De plaats Schimmert telt 11 inschrijvingen in het rijksmonumentenregister. Hieronder een overzicht.
| Object | Oorspronkelijke functie? | Bouwjaar                             | Architect                            | Locatie          | Coördinaten?                  | Nr.?   | Afbeelding        |
| --- | ------------------------ | ------------------------------------ | ------------------------------------ | ---------------- | ----------------------------- | ------ | ----------------- |
| Hoeve met binnenplaats, grotendeels van mergel                                                                | Boerderij                | 1710/1709 (gevels)                   |                                      | Hoofdstraat 1    | 50° 54' 4" NB, 5° 49' 25" OL  | 30879  | Meer afbeeldingen |
| Hoeve met binnenplaats, van mergel en baksteen, ten dele met speklagen                                        | Boerderij                | 1810                                 |                                      | Hoofdstraat 5    | 50° 54' 5" NB, 5° 49' 25" OL  | 30880  | Meer afbeeldingen |
| Hoeve met binnenplaats, topgevel van vakwerk aan de straat                                                    | Boerderij                | 18e eeuw                             |                                      | Hoofdstraat 97   | 50° 54' 28" NB, 5° 49' 32" OL | 30882  | Meer afbeeldingen |
| Boerderij, dwarshuisgroep in de Zuidlimburgse ontwikkeling, de rechtervleugel bezit vakwerk met leemvullingen | Boerderij                | 17e of 18e-eeuws, ten dele 19e-eeuws |                                      | Kleverstraat 10  | 50° 53' 20" NB, 5° 48' 59" OL | 30883  | Meer afbeeldingen |
| Pand met mooi, oud vakwerk                                                                                    | Woonhuis                 | 1926                                 | Jos Wielders                         | Nieuwstraat 11   | 50° 53' 39" NB, 5° 48' 53" OL | 30884  | Meer afbeeldingen |
| Hardstenen kruis zonder opschrift                                                                             | Gedenkteken              |                                      |                                      | Kruis            | 50° 54' 21" NB, 5° 48' 48" OL | 30885  | Upload foto       |
| Boerenhuis van mergel en vakwerk                                                                              | Boerderij                | 1783 (gevelsteen)                    |                                      | Kruisstraat 29   | 50° 54' 25" NB, 5° 49' 3" OL  | 30886  | Meer afbeeldingen |
| Watertoren (Schimmert)                                                                                        | Nutsbedrijf              | 1927                                 | Jos Wielders                         | De Bockhofweg 1  | 50° 53' 52" NB, 5° 49' 27" OL | 507197 | Meer afbeeldingen |
| Herenhuis | Woonhuis                 | 1908                                 |                                      | Hoofdstraat 26   | 50° 54' 10" NB, 5° 49' 29" OL | 507198 | Meer afbeeldingen |
| Sint-Remigiuskerk                                                                                             | Kerk en kerkonderdeel    | 1924-1926                            | Joseph Cuypers en Pierre Cuypers jr. | Hoofdstraat 86   | 50° 54' 23" NB, 5° 49' 36" OL | 507199 | Meer afbeeldingen |
| Pastorie Remigiuskerk                                                                                         | Kerkelijke dienstwoning  | 1898                                 |                                      | Montfortstraat 2 | 50° 54' 24" NB, 5° 49' 38" OL | 507200 | Meer afbeeldingen |